# Paul Yemboaro Ouédraogo
Paul Yemboaro Ouédraogo (* 3. Mai 1948 in Treichville) ist ein ivorischer Geistlicher und emeritierter römisch-katholischer Erzbischof von Bobo-Dioulasso.

## Leben
Paul Yemboaro Ouédraogo empfing am 20. Juli 1974 das Sakrament der Priesterweihe für das Bistum Bobo-Dioulasso.
Am 24. Januar 1997 ernannte ihn Papst Johannes Paul II. zum Bischof von Fada N’Gourma. Der Präfekt der Kongregation für die Evangelisierung der Völker, Jozef Kardinal Tomko, spendete ihm am 18. Mai desselben Jahres die Bischofsweihe; Mitkonsekratoren waren der Erzbischof von Ouagadougou, Jean-Marie Untaani Compaoré, und der Bischof von Bobo-Dioulasso, Anselme Titianma Sanon. Am 13. November 2010 bestellte ihn Papst Benedikt XVI. zum Erzbischof von Bobo-Dioulasso.
Papst Franziskus nahm am 18. Dezember 2024 das altersbedingte Rücktrittsgesuch von Paul Yemboaro Ouédraogo an.